# Реттиг, Томми
То́мми Ре́ттиг (англ. Tommy Rettig; 10 декабря 1941, Куинс, Нью-Йорк — 15 февраля 1996, Марина-дель-Рей, Калифорния) — американский актёр кино и телевидения, начавший сниматься в возрасте 8 лет. Наиболее известен зрителю исполнением роли Джеффа Миллера в сериале «Лесси» (1954—1957, 116 эпизодов за три года). После окончания кино-карьеры в 1966 году стал достаточно известным инженером программного обеспечения (в частности, работал на компанию Ashton-Tate) и писателем.

## Биография
Томас Ноэль Реттиг родился 10 декабря 1941 года в квартале Джэксон-Хайтс (боро Куинс, Нью-Йорк, США). Отец — Элиас Реттиг, еврей, мать — Розмари Нибали, христианка итальянского происхождения. В возрасте шести лет дебютировал на сцене в мюзикле «Энни получает ваше оружие», в возрасте восьми лет впервые появился на телеэкранах (один эпизод в «Телевизионном театре Крафта»), в возрасте девяти лет зрители впервые увидели мальчика на широком экране («Паника на улицах»). В 1954 году исполнил роль юного Марка в вестерне Отто Премингера «Река, не текущая вспять», на съёмках которого сумел установить доверительные отношения с исполнительницей главной женской роли Мэрилин Монро. В 1956 году, когда подростку исполнилось 15 лет, Реттига перестали приглашать в кинофильмы, но ещё десять лет, до 1966 года, он периодически появлялся в одном-двух эпизодах разных телесериалов, после чего его кино-карьера была завершена.
В 1959 году Реттиг окончил Университетскую старшую школу Лос-Анджелеса. В конце 1980-х годов он переехал в поселение Марина-дель-Рей (Калифорния).

### Личная жизнь и смерть
С 1959 по 1977 год Реттиг был женат на женщине по имени Дарлин Портвуд.
Томми Реттиг скончался 15 февраля 1996 года от инфаркта миокарда в Марина-дель-Рей (Калифорния).

## Избранная фильмография

### Широкий экран
- 1950 — Паника на улицах / Panic in the Streets — Томми Рид (в титрах не указан)
- 1950 — Джекпот[англ.] / The Jackpot — Томми Лоренс
- 1950 — Две недели с любовью[англ.] / Two Weeks with Love — Рики Робинсон
- 1950 — Ради бога[англ.] / For Heaven's Sake — Джо Блейк
- 1951 — Стрип / The Strip — Арти Ардри
- 1951 — Тайное бегство[англ.] / Elopement — Дэниел Риган
- 1953 — 5000 пальцев доктора Т.[англ.] / The 5,000 Fingers of Dr. T — Бартоломью Коллинс
- 1953 — Такой большой[англ.] / So Big — Дирк в возрасте 8 лет
- 1954 — Река, не текущая вспять / River of No Return — Марк Калдер
- 1954 — Рейд[англ.] / The Raid — Ларри Бишоп
- 1954 — Египтянин / The Egyptian — Тот
- 1955 — Паутина[англ.] / The Cobweb — Марк
- 1955 — Под дулом пистолета[англ.] / At Gunpoint — Билли Райт
- 1956 — Последний фургон[англ.] / The Last Wagon — Билли

### Телевидение
- 1952—1954 — Театр Форда[англ.] / Ford Theatre — разные роли (в 3 эпизодах)
- 1954—1957 — Лесси / Lassie — Джефф Миллер (в 116 эпизодах)

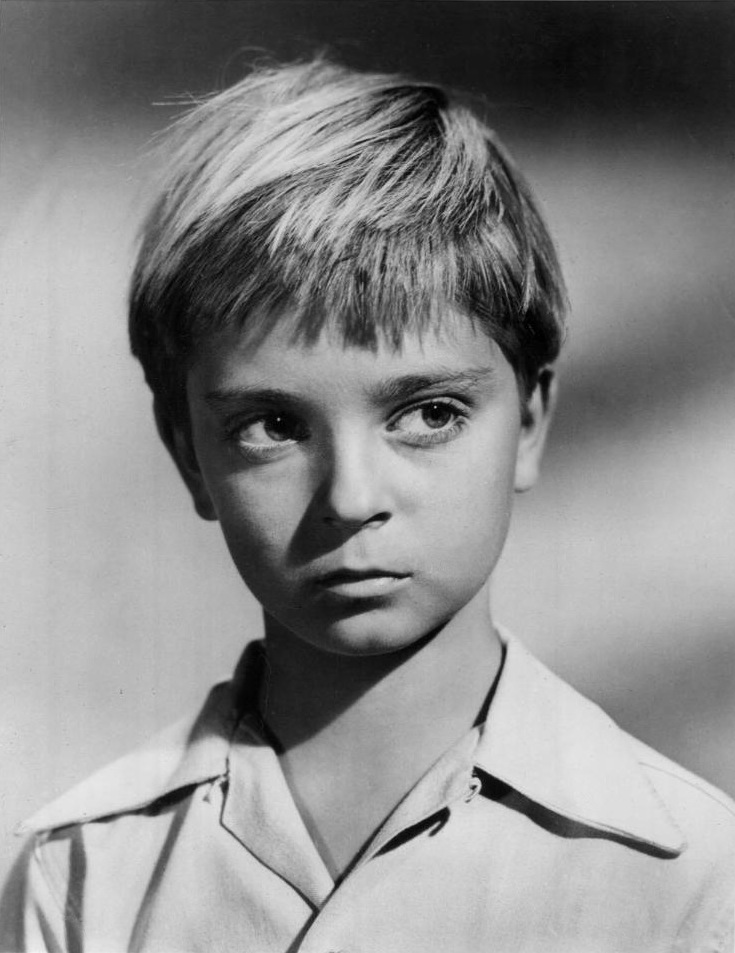
Ок. 1953
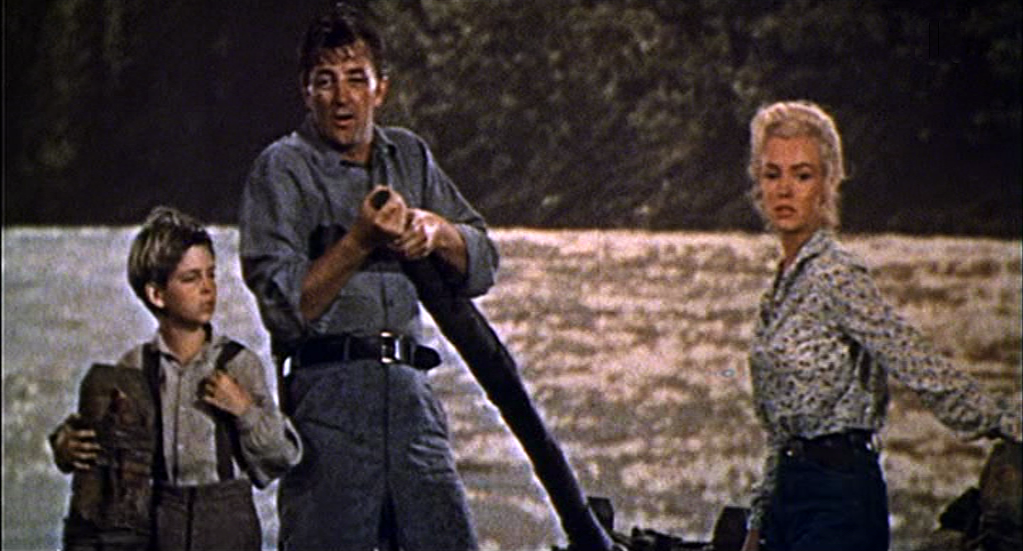
С Робертом Митчемом и Мэрилин Монро в фильме «Река, не текущая вспять» (1954).
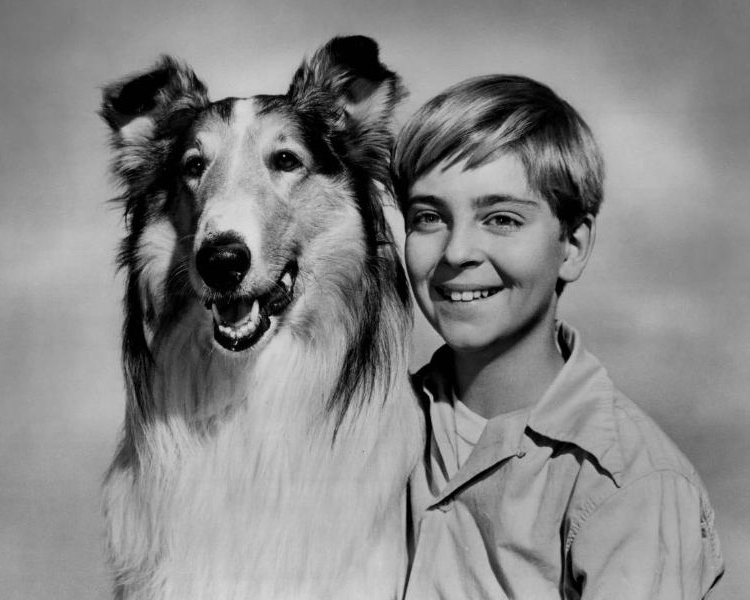
С Лесси, ок. 1955.
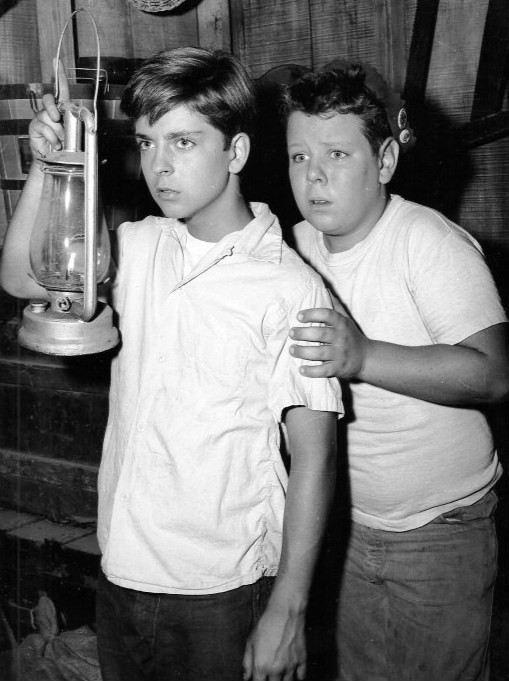
С Дональдом Килером[англ.] (справа) в сериале «Лесси», ок. 1956.
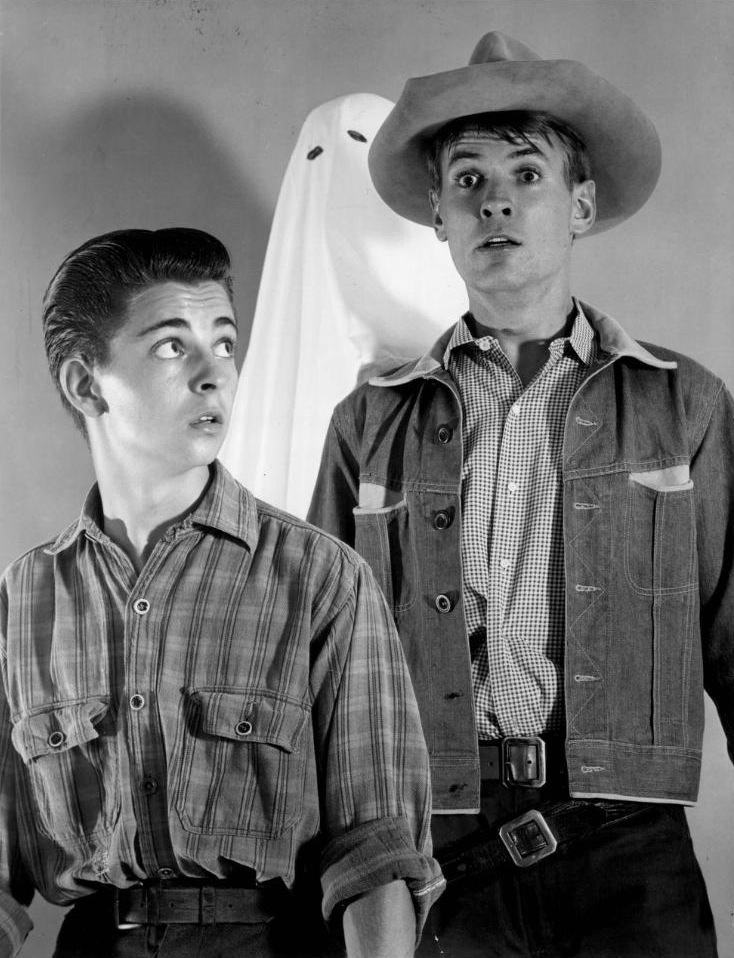
С Уиллом Хатчинсом[англ.] (справа) в сериале «Сахарная нога[англ.]», 1958.